# آمینال

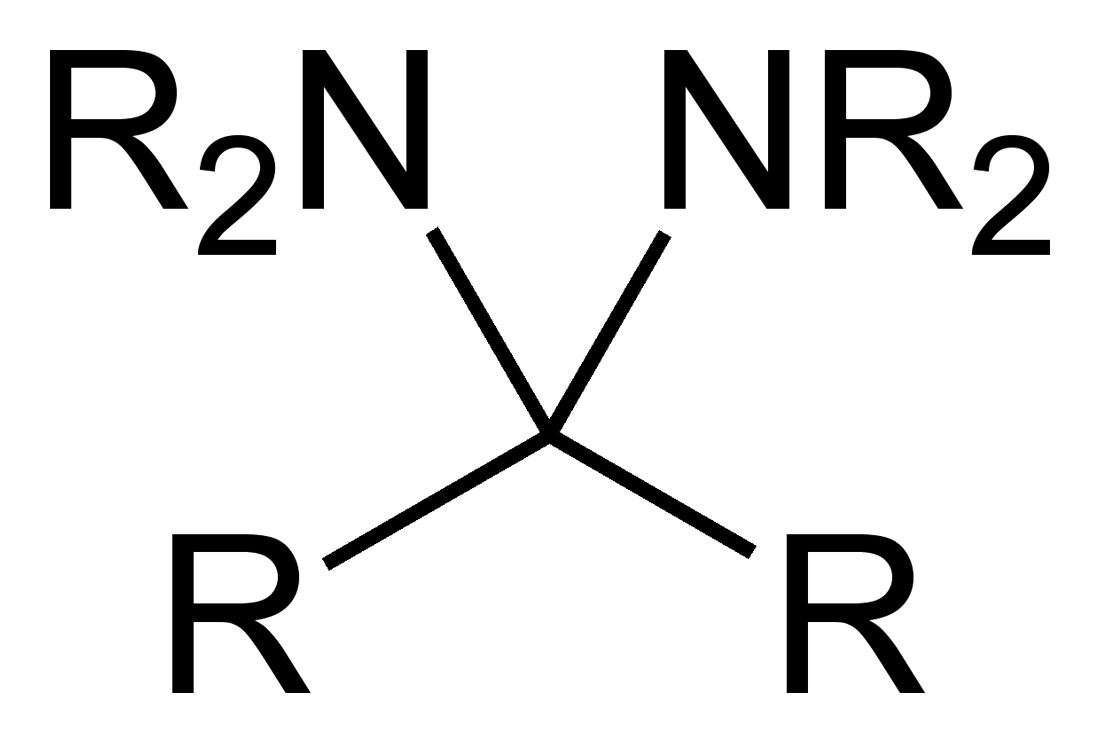
ساختار عمومی آمینال که در آن R نشان دهنده یک زنجیر جانبی است.

آمینال(به انگلیسی: Aminal) نام کلی برای دسته‌ای از ترکیبات شیمیایی آلی است که در آن دو گروه عاملی آمین به یک اتم کربن متصل شده باشند -C(NR2)(NR2)- .